# Ernst Lundqvist
Ernst Johan Lundqvist, född 24 februari 1893 i Mariefred-Kärnbo församling, Södermanlands län, död 10 april 1958 i Kungsholms församling, Stockholm, var en svensk tidningsägare och journalist.
Ernst Lundqvist var son till arbetaren Carl Johan Lundqvist. Efter genomgången folkskola ägnade han sig åt olika yrken, bland annat praktiserade han som trädgårdsmästare i Sverige och Tyskland. Samtidigt bedrev han självstudier. Efterhand så övergick han till journalistyrket, han var ägare och utgivare av Mariefreds Tidning 1913–1916, medarbetare i Falu-Kuriren 1918–1919 samt redaktionssekreterare i Folkets Dagblad Politiken 1924–1925. Under de följande åren redigerade han i olika perioder ett stort antal tidskrifter och veckotidningar, bland annat Anekdoten 1925–1926, Bokförmedlarnas litteraturrevy 1926, Motorföraren 1927–1929, Arbetets kvinnor 1927–1931 och Vår bostad 1928–1935. 1935 startade han Folket i Bild, för vilken han till 1946 var redaktör och ansvarig utgivare. Tidningen kom att få en betydande framgång, inte minst genom att publicera en rad romaner och noveller av yngre svenska författare. Från 1946 var Lundqvist ombudsman i veckotidningssektionen av Svenska Tidningsutgivareföreningen samt föreståndare för Sveriges tidningsmuseum i Stockholm. Från 1948 var han även nämndeman i Stockholm. Lundqvist innehade förtroendeuppdrag inom ett flertal tidningssammanslutningar och inom Stockholms kommun, bland annat flera revisionsuppdrag i kommunala organ. I ungdomen verkade han som kringresande föreläsare inom nykterhetsrörelsen och kom då att intressera sig för samisk kultur och var aktiv för samernas organisatoriska och kulturella strävanden, bland annat genom samiska ungdomsförbundet, där han var hedersledamot. Lundqvist utgav en diktsamling, Härjaresånger (1917), och en rad amatörpjäser, broschyrer i aktuella ämnen samt minnesskrifter åt olika sammanslutningar. Särskilt märks Med hammare, plåtsax och tång, utgiven 1931 till Svenska bleck- och plåtslagareförbundets femtioårsjubileum.